# José Cubilla
José Ricardo Cubilla (nació el 11 de febrero de 1995 en la provincia David, Chiriquí) es un portero de fútbol que actualmente milita en el equipo de Herrera FC de la Primera División de Panamá.

## Clubes
| Club                       | País   | Año         |
| -------------------------- | ------ | ----------- |
| Atlético Veragüense        | Panamá | 2016        |
| Atlético Chiriquí (Cedido) | Panamá | 2017        |
| Azuero FC (Cedido)         | Panamá | 2018        |
| San Francisco FC           | Panamá | 2018 - 2019 |
| Atlético Chiriquí          | Panamá | 2019 - 2024 |
| Herrera FC                 | Panamá | 2024 - act. |